# NGC 1158
NGC 1158 est une galaxie lenticulaire relativement éloignée et située dans la constellation de l'Éridan. NGC 1158 a été découverte par l'astronome américain Francis Leavenworth en 1886.

## Caractéristiques
Sa vitesse par rapport au fond diffus cosmologique est de 8 278 ± 47 km/s, ce qui correspond à une distance de Hubble de 122,1 ± 8,6 Mpc (∼398 millions d'al).
En raison d'une brillance de surface égale à 14,13 mag/am2, on peut qualifier NGC 1158 de galaxie à faible brillance de surface (LSB en anglais pour low surface brightness). Les galaxies LSB sont des galaxies diffuses (D) avec une brillance de surface inférieure de moins d'une magnitude à celle du ciel nocturne ambiant.